# Gesellschaft für Klassifikation
Die deutsche Gesellschaft für Klassifikation e.V. (GfKl) Data Science Society ist eine interdisziplinäre Fachgesellschaft aus dem Bereich der Datenwissenschaft (engl. Data Science), Bibliotheks- und Informationswissenschaft.
Der Verein mit Sitz in Frankfurt am Main besteht seit dem 12. Februar 1977 und ist Gründungsmitglied der seit 1985 bestehenden International Federation of Classification Societies (IFCS). Die GfKl besitzt derzeit (2016) nach eigenen Angaben ca. 200 Mitglieder. Sie
versteht sich als Bindeglied und Diskussionsforum für die mit Problemen und Methoden der Datenwissenschaft, Datenanalyse und Klassifikation befassten Fachbereiche.

## Ziele
Ziel der GfKl ist die Förderung von Methoden der Klassifikation und Datenanalyse in Theorie und Anwendung. Dabei stellt die Anwendung solcher Verfahren in den Wissenschaften, der Wirtschaft und der Verwaltung wesentlichen Schwerpunkt der GfKl dar. Die Anwendungsfelder reichen von den Datenwissenschaften, Informationswissenschaften über Biowissenschaften und Gentechnik, Medizin, Psychologie und Chemie bis hin zur Rechtswissenschaft, Soziologie, Archäologie, Geologie, Linguistik, Musikanalyse und zum Bibliothekswesen.
Die jährlich angebotenen Tagungen bieten die Gelegenheit, einen Überblick über die Fülle datenanalytischer Methoden und ihren Anwendungen zu erhalten. Insbesondere der interdisziplinäre Informationsaustausch und die Zusammenarbeit von eher theoretisch ausgerichteten Fachwissenschaftlern mit Anwendern wird so gefördert.
Datenanalytische Verfahren, die bei GfKl-Tagungen häufig diskutiert werden, fallen unter folgende Oberbegriffe (u. a.):
- Clusteranalyse
- Data-Mining
- Mustererkennung
- Multivariate Verfahren
- Zeitreihenanalyse
- Maschinelles Lernen
- Neuronale Netzwerke
- Netzwerkforschung

## Publikationen
Die GfKl gibt regelmäßig Publikationen und Informationsschriften heraus, zum Beispiel:
- Studies in Classification, Data Analysis, and Knowledge Organization: englischsprachige Reihe mit Tagungsbänden und Monographien, Springer, Heidelberg. Managing editors: H.H. Bock (Aachen), W. Gaul (Karlsruhe), M. Vichi (Rom). Editorial Board: Ph. Arabie (Newark), D. Baier (Cottbus), F. Critchley (Milton Keynes), R. Decker (Bielefeld), E. Diday (Paris), M. Greenacre (Barcelona), C. Lauro (Napoli), J. Meulman (Leiden), P. Monari (Bologna), S. Nishisato (Toronto), N. Ohsumi (Tokyo), O. Opitz (Augsburg), G. Ritter (Passau), M. Schader (Mannheim), C. Weihs (Dortmund).
- Advances in Data Analysis and Classification. Theory Methods, and Applications in Data Science (ab 2007)
- Archives of Data Science, Series A (Konferenzbänder 2016, 2017)[2]

## Arbeitsgemeinschaften
Mehrere Arbeitsgemeinschaften veranstalten Treffen im Rahmen der jährlichen GfKl-Tagung und auch kleinere unabhängige Workshops.
- AG BIB – Arbeitsgemeinschaft Bibliotheken
- AG BT – Biostatistik
- AG CAA – Arbeitsgemeinschaft Computer-Anwendungen und Quantitative Methoden in der Archäologie
- AG DANK – Datenanalyse und Numerische Klassifikation
- AG DK – Dezimalklassifikation